# Club Deportivo Naranjeros Escuintla
El Club Deportivo Naranjeros Escuintla (anteriormente Club Deportivo Siquinalá)  es un club de fútbol guatemalteco que tuvo sede en el municipio de Siquinalá, y actualmente juega en la ciudad de Escuintla. Fue fundado en 2004 y juega actualmente en la Primera División de Guatemala, segunda categoría de su fútbol.